# Foot Fella
Foot Fella là một nhân vật hư cấu đến từ một hành tinh gọi là Marchoon. Cậu được tạo ra nhằm mục đích giáo dục cho trẻ em về môi trường và các vấn đề trong xã hội như sự nóng lên của khí hậu toàn cầu, thiếu khả năng tiếp cận nước sạch, và hòa bình thế giới.

## Các chiến dịch
Cậu đã tham gia vào nhiều chiến dịch như là Giờ Trái Đất, ngày thứ Hai kiêng thịt, Ngày Nước Thế giới, Fairtrade Fortnight, Ngày Trái Đất, Ngày Môi trường Thế giới, Tuần Nước Thế giới, Ngày Quốc tế Hòa bình, Ngày Thuần Chay Thế giới, Ngày Động Vật Thế giới, Ngày Quốc tế Ăn Chay, và Ngày Quốc tế không phương tiện.
Vào tháng 4 năm 2014, Foot Fella đã tham gia vào chiến dịch "Mind Your Footprint's Earth Hour"  Các cơ quan tổ chức chiến dịch đã tạo ra một cuốn sách cho trẻ em, bao gồm nhân vật, trong đó giải thích lợi ích của việc tắt đèn. Họ đã hợp tác với Quỹ Quốc tế Bảo vệ Thiên nhiên và Trường học Sinh Thái để thúc đẩy chiến dịch thông qua việc xuất bản điện tử miễn phí cuốn sách này. Sau đó, cậu hợp tác với một người bạn, Panda từ Quỹ Quốc tế Bảo vệ Thiên nhiên (WWF), và đến thăm những trường học địa phương ở phía Bắc London để vinh danh những học sinh đã tham gia vào cuộc thi hội họa liên kết với chiến dịch.
Vào tháng 6 năm 2014, Foot Fella đã tham gia vào chiến dịch Ngày Môi trường Thế giới (nguyên bản: World Environment Day) liên kết với Chương trình môi trường Liên Hợp Quốc. Cuốn sách có Foot Fella đã được xuất bản để giải thích những vấn đề của các quốc gia đang phát triển Đảo Nhỏ (SIDS). Cuốn sách được cung cấp miễn phí dưới dạng điện tử cho các trường học là một phần của sáng kiến Trường học Sinh Thái.

## Tìm hiểu thêm
- Chủ nghĩa Môi trường
- Eco-Schools
- Ngày Trái Đất